# Willie Blount
Ne doit pas être confondu avec William Blount.
Willie Blount (18 avril 1768 – 10 septembre 1835) est un homme politique américain qui fut gouverneur du Tennessee de 1809 à 1815. Il est le demi-frère de William Blount qui fut gouverneur du Territoire du Sud-Ouest de 1790 à 1796.

## Biographie
Willie Blount est né en 1768 dans le comté de Bertie, dans la province de Caroline du Nord. En 1790, il s'installe dans le comté de Montgomery dans l'actuel Tennessee où il pratique le droit.
Blount est ensuite élu gouverneur du Tennessee à trois reprises entre 1809 et 1815, puis tente de se représenter en 1827 mais est battu par Sam Houston.
Il meurt le 10 septembre 1835 près de Nashville.